# Rezerwat przyrody Sławieńskie Dęby
Rezerwat przyrody „Sławieńskie Dęby” – leśny rezerwat przyrody w województwie zachodniopomorskim, w powiecie sławieńskim, w gminie Sławno, 2 km na północny wschód od przystanku osobowego Boleszewo (na linii kolejowej Sławno→ Darłowo), 5 km na północny zachód od Sławna, po południowej stronie drogi do Darłowa.
Został utworzony na mocy zarządzenia Ministra Ochrony Środowiska i Zasobów Naturalnych z dnia 29 grudnia 1987. Zajmuje powierzchnię 34,31 ha. Celem ochrony rezerwatu, według obowiązującego aktu prawnego, jest „zachowanie fragmentu grądu o charakterze naturalnym z licznymi pomnikowymi dębami”. 
Przedmiotem ochrony jest cenny, około 200-letni starodrzew dębowy, w naturalnych biocenozach żyznych lasów liściastych grądu gwiazdnicowego (Stellario-Carpinetum), łęgu jesionowo-olszowego (Circaeo-Alnetum), olszyny bagiennej (Ribo nigri-Alnetum) oraz rzadkie i wymierające gatunki roślin i zwierząt.
Rezerwat znajduje się na terenie Nadleśnictwa Sławno. Nadzór nad rezerwatem sprawuje Regionalny Konserwator Przyrody w Szczecinie. Na mocy planu ochrony ustanowionego w 2002 roku, obszar rezerwatu objęty jest ochroną czynną.
0,3 km na wschód od rezerwatu prowadzi znakowany niebieski szlak turystyczny ze Sławna do Darłowa.